# رادیسیکول
رادیسیکول (به انگلیسی: Radicicol) یک فراورده طبیعی با شناسه پاب‌کم ۶۳۲۳۴۹۱ است. در بدن این ماده به پروتئینهای شوک حرارتی (HSP) متصل میشود و بر عملکرد آنها تاثیر میگذارد.